# Chambry (Seine-et-Marne)
Chambry ist eine französische Gemeinde mit 1051 Einwohnern (Stand 1. Januar 2022) im Département Seine-et-Marne in der Region Île-de-France. Der Ort befindet sich sieben Kilometer nördlich von Meaux. Chambry gehört zum Gemeindeverband Communauté d’agglomération du Pays de Meaux.

## Geschichte
Der Ort wird erstmals im Jahr 1183 überliefert. 
Im Ersten Weltkrieg wird Chambry während der Schlacht an der Marne im Jahr 1914 stark beschädigt.

## Sehenswürdigkeiten
- Kirche Saint-Pierre-Saint-Paul, erbaut Ende des 15. Jahrhunderts und Anfang des 16. Jahrhunderts (Monument historique)
- Nécropole nationale (französischer Soldatenfriedhof, 1918)
- Deutsche Kriegsgräberstätte Chambry, deutscher Soldatenfriedhof, 1919 errichtet

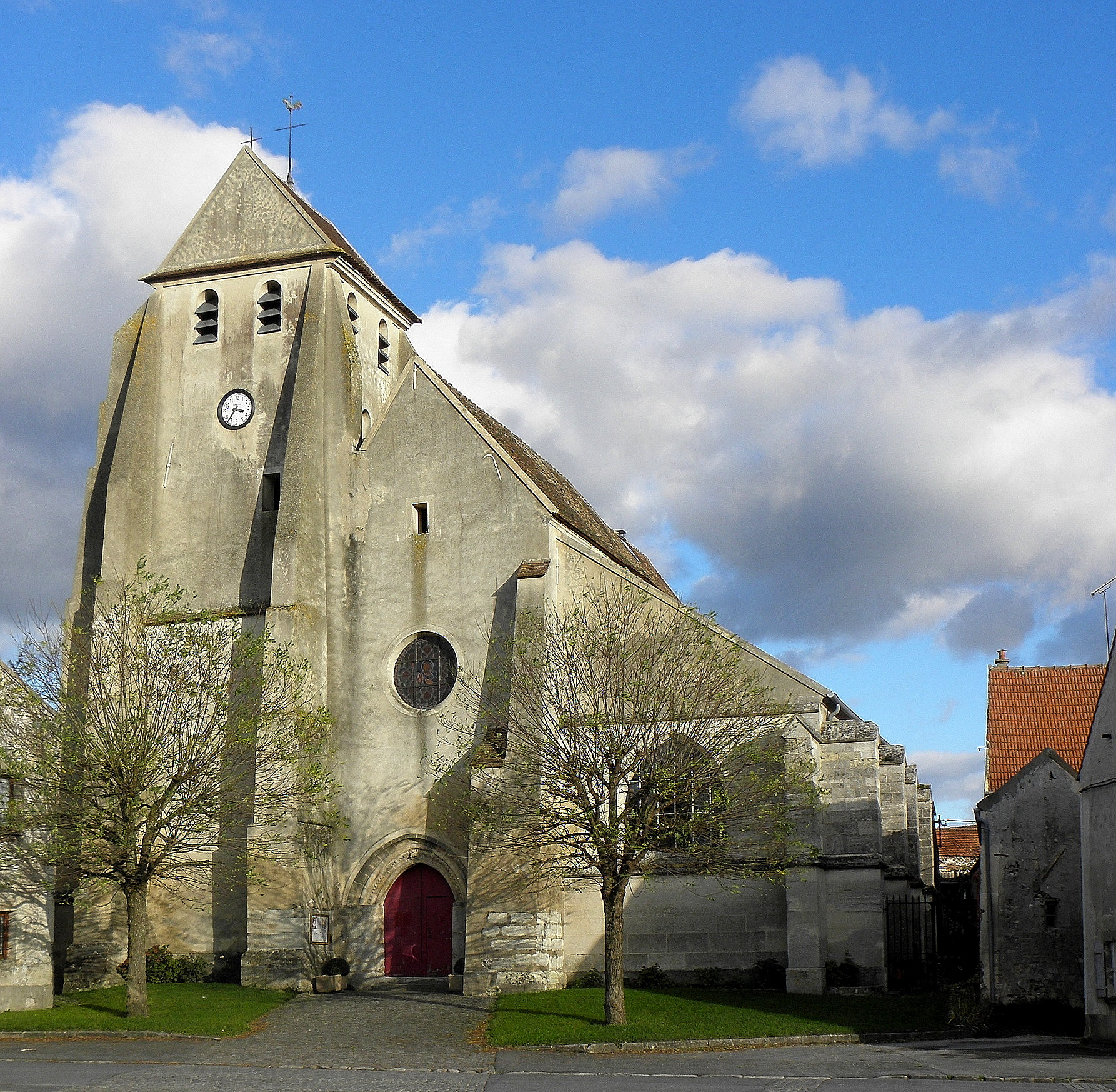
Kirche Saint-Pierre-Saint-Paul